# Santiam
Els santiam són un poble d'amerindis de l'Altiplà del Nord-oest, que viuen a Oregon. Són una tribu kalapuya, la terra tradicionals dels quals es trobava als marges del riu Santiam, que s'alimenta al riu Willamette. Actualment estan registrats com a membres de les tribus reconegudes federalment Tribus Confederades de la Comunitat de Grand Ronde d'Oregon i les Tribus Confederades d'Indis Siletz.